# Herstoria
Herstoria (ang. herstory) – historia opisywana z perspektywy feministycznej, ze szczególnym uwzględnieniem dziejowej roli kobiet. Pojęcie herstory zostało ukute w angielszczyźnie w latach 70. XX wieku w ramach feminizmu drugiej fali jako gra słów nawiązująca do zaimka osobowego rodzaju męskiego his („jego”) i angielskiego terminu story („opowieść”). Co połączone dają history („historia”). Zaimek his został zastąpiony zaimkiem osobowym rodzaju żeńskiego her („jej”). Powstaje nowe słowo: herstory, co ma brzmieć jak „jej opowieść”.
Zdaniem badaczek tradycyjna historia jest pisana z męskiego punktu widzenia i skoncentrowana na losach mężczyzn, kobiety są w niej rutynowo pomijane. Herstoria bywa określana jako „polityka historyczna feministek” (lub też „polityka historyczna kobiet”, ponieważ nie wszystkie badaczki identyfikują się z feminizmem). Zwolenniczki herstorii uważały, że należy podważyć tradycyjne wzory pisania historii, które koncentrowały się na opowiadaniu o polityce, wojnach, a pomijały obszar doświadczeń kobiet (np. życie prywatne, seksualność, macierzyństwo). Przykładem badań w paradygmacie herstorii w Polsce są prace profesor Anny Żarnowskiej z Uniwersytetu Warszawskiego, przykładem tematyki badawczej prace o przemocy wobec kobiet w PRL. 